# Marinha do Brasil

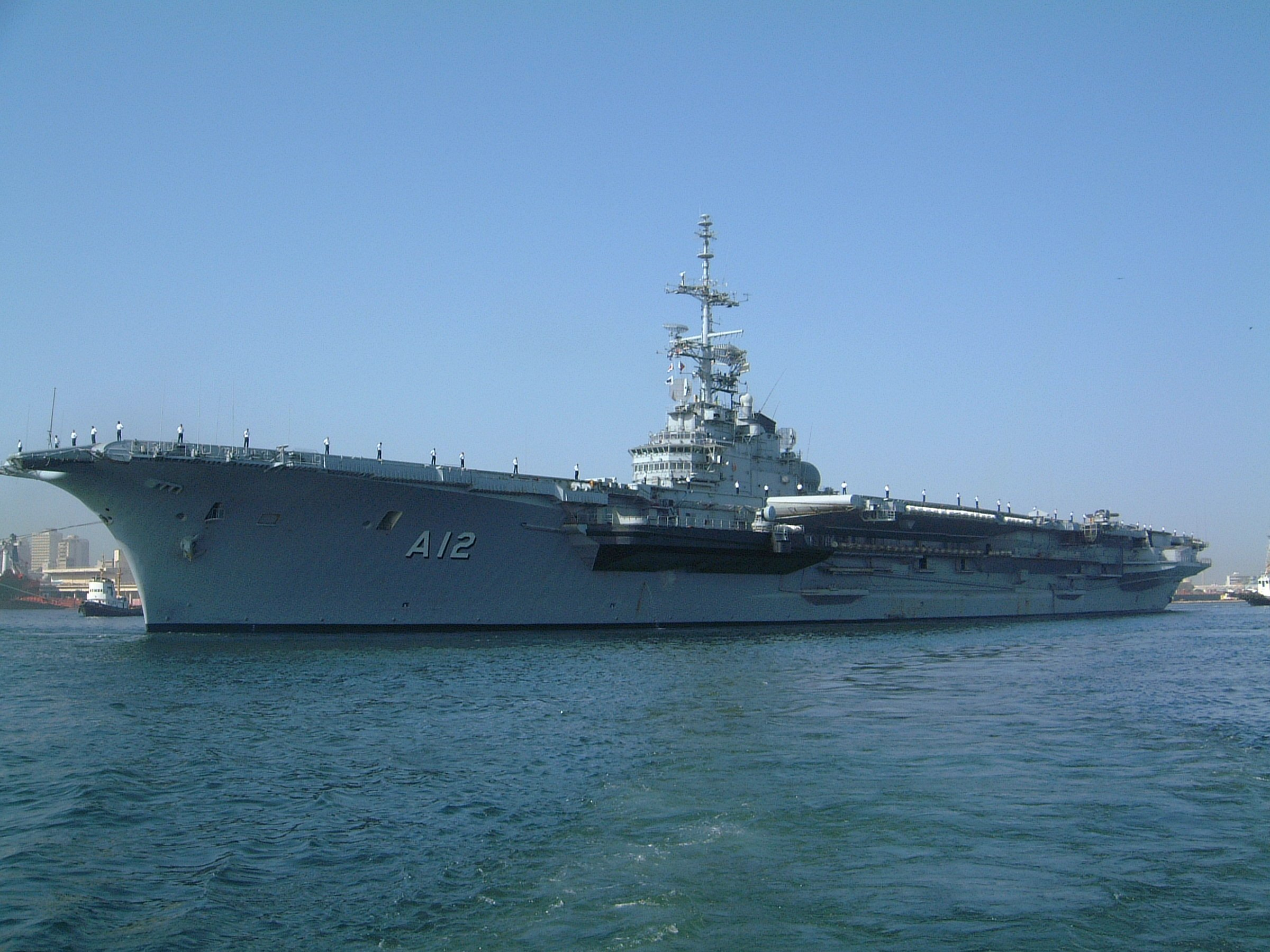
Das ehemalige Flaggschiff der brasilianischen Marine: Der Flugzeugträger São Paulo

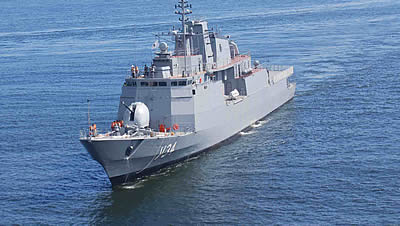
Korvette Barroso (V-34)

Die Marinha do Brasil ist die Marine der Streitkräfte Brasiliens. Mit einer Stärke von 85.000 Soldaten, einschließlich der Marineflieger und den rund 16.000 Mann der brasilianischen Marineinfanterie, ist sie die größte und am besten ausgerüstete Seestreitkraft Lateinamerikas.

## Aufgabe
Die brasilianische Marine soll das Territorium Brasiliens schützen. Dazu gehört auch die 200-Meilen-Zone mit Öl- und Gasvorkommen.

## Geschichte

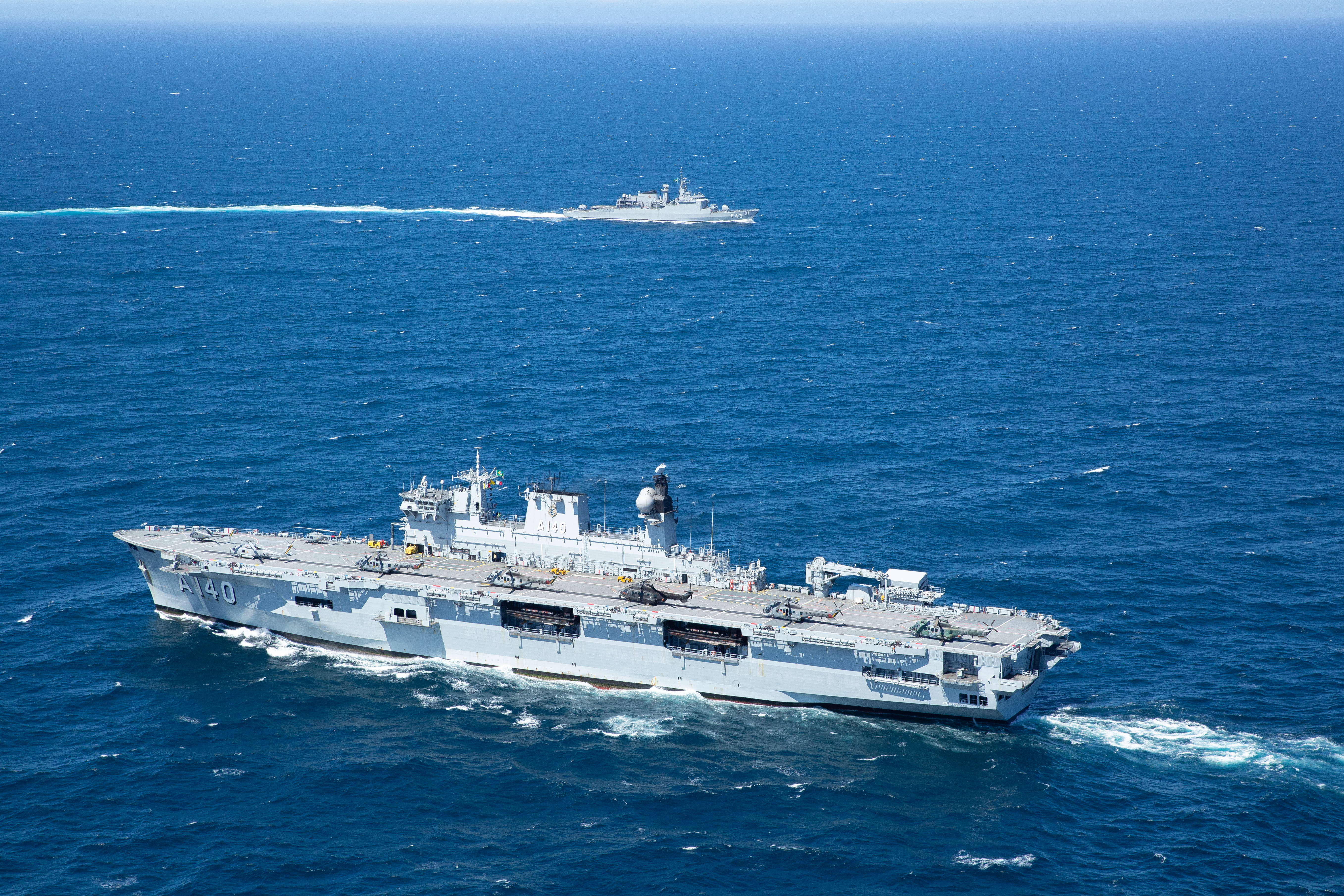
Brasilianische Kriegsschiffe.

Die brasilianische Marine war an dem Unabhängigkeitskrieg Brasiliens von der ehemaligen Kolonialmacht Portugal beteiligt. Der Großteil der portugiesischen Schiffskapazitäten wurde nach der Unabhängigkeit aus Brasilien abgezogen und das Land baute in den folgenden Jahren eine eigene, schlagkräftige Marine auf.
Die Marinha do Brasil war in den folgenden Jahrzehnten in den Argentinisch-Brasilianischen Krieg (1825 bis 1828), den Tripel-Allianz-Krieg in Paraguay (1864 bis 1870) und in weitere Rebellionen wie die Revolta da Armada und die Revolta da Chibata involviert.

### Weltkriege
Die brasilianische Marine nahm sowohl am Ersten wie am Zweiten Weltkrieg teil. Sie war am U-Boot-Krieg beteiligt und unternahm Patrouillenfahrten im Atlantik.

### Internationale Missionen
Die brasilianische Marine übernahm am 15. Februar 2011 das Kommando der multinationalen Maritime Task Force (MTF) der United Nations Interim Force in Lebanon (UNIFIL). Das brasilianische Verteidigungsministerium entsandte im November des gleichen Jahres die Fregatte União der Niterói-Klasse mit 239 Mann Besatzung und Luftfähigkeiten, um die libanesische Küstenwache zu unterstützen.

### Perspektive
Im Jahr 2009 veröffentlichte die Marine einen Beschaffungsplan, der die Grundlage für die Modernisierung der brasilianischen Marine bildet. Laut dem Plan soll die Anzahl der Kriegsschiffe bis zum Jahr 2030 nahezu verdoppelt werden.
Das Land verfolgt eigene, maritime Rüstungsprojekte. So stellte ein brasilianisches Unternehmen 2005 das U-Boot Tikuna vor. Geplant ist, eine eigene Klasse von dieselgetriebenen U-Booten zu bauen, die später auf einen atomaren Antrieb umgerüstet werden können. Der Reaktor-Prototyp RENAP-11 (Reactor Naval de Potência (PWR) de 11 Megawatts) ist landseitig schon in Betrieb. Mittelfristig sollen insgesamt 15 dieselelektrische und sechs nuklear betriebene Boote in Betrieb genommen werden.
Das Konsortium Águas Azuis (thyssenkrupp Marine Systems, Embraer Defense & Security und Atech) wurde 2019 von der brasilianischen Marine mit dem Bau von vier Schiffen der Korvetten-Klasse Tamandaré (CCT) beauftragt. Gebaut werden die Schiffe im brasilianischen Itajaí im Bundesstaat Santa Catarina; das technische Know-how kommt von der Kieler Thyssen-Krupp Werft. Der Auftrag hat einen Umfang von insgesamt 1,8 Milliarden Euro. Die Korvetten sollen zwischen 2025 und 2028 an die Marinha do Brasil übergeben werden.

## Struktur
Flaggschiff der Marinha do Brasil war bis 2017 der Flugzeugträger São Paulo, der insgesamt zweite Flugzeugträger in der Geschichte der brasilianischen Marine. Im Februar 2017 wurde die NAe São Paulo außer Dienst gestellt und ist im Juni 2018 durch die Ocean, nunmehr unter dem Namen Atlantico, ersetzt.
Der rahgetakelte Dreimaster Cisne Branco (port. cisne branco: weißer Schwan) ist das Segelschulschiff der brasilianischen Marine und dient in erster Linie zu Repräsentationszwecken.
Bedingt durch das große und weitverzweigte Flusssystem in Brasilien verfügt die Marine über eine große Anzahl an Patrouillenbooten und leichten Kampfschiffen. Sie sollen die Binnengewässer des Landes sichern. Im Bereich der Binnengewässer unterstützt die Marine das brasilianische Heer und verfügt deshalb auch über Amphibienfahrzeuge und Kampfpanzer.

### Flotten
Die Seestreitkräfte sind in die 1. Flotte und die 2. Flotte aufgeteilt.

### Marineflieger
Von 1960 bis 2001 hatte die Marine den Flugzeugträger Minas Gerais im Einsatz. Trotz Modernisierungen brachten seine Turbinen das Schiff auf nur etwa 20 kn und die fliegerische Komponente war dauerhaft unzureichend. Die Minas Gerais wurde durch die 2001 in Dienst gestellte São Paulo ersetzt. 1998 kaufte Brasilien eine Reihe kuwaitische A-4 Skyhawk für seine Marine und begann sie umzurüsten. Sie wurden mit Radar (EL/M-2032 von IAI/Elta), Datenlink, neuen Instrumenten und erweiterten Bewaffnungsmöglichkeiten (Luft-Luft-Lenkwaffen Derby, Piranha und Python IV und lasergelenkte Bomben) ausgestattet. Der Hauptkampfjet der Marineflieger ist seit 2013 die A-4 Skyhawk von McDonnell-Douglas, die auch von den argentinischen Nachbarn eingesetzt wird.
Die fliegende Komponente der Marine wird hauptsächlich durch Helikopter aller Größen für unterschiedliche Aufgaben gestellt.

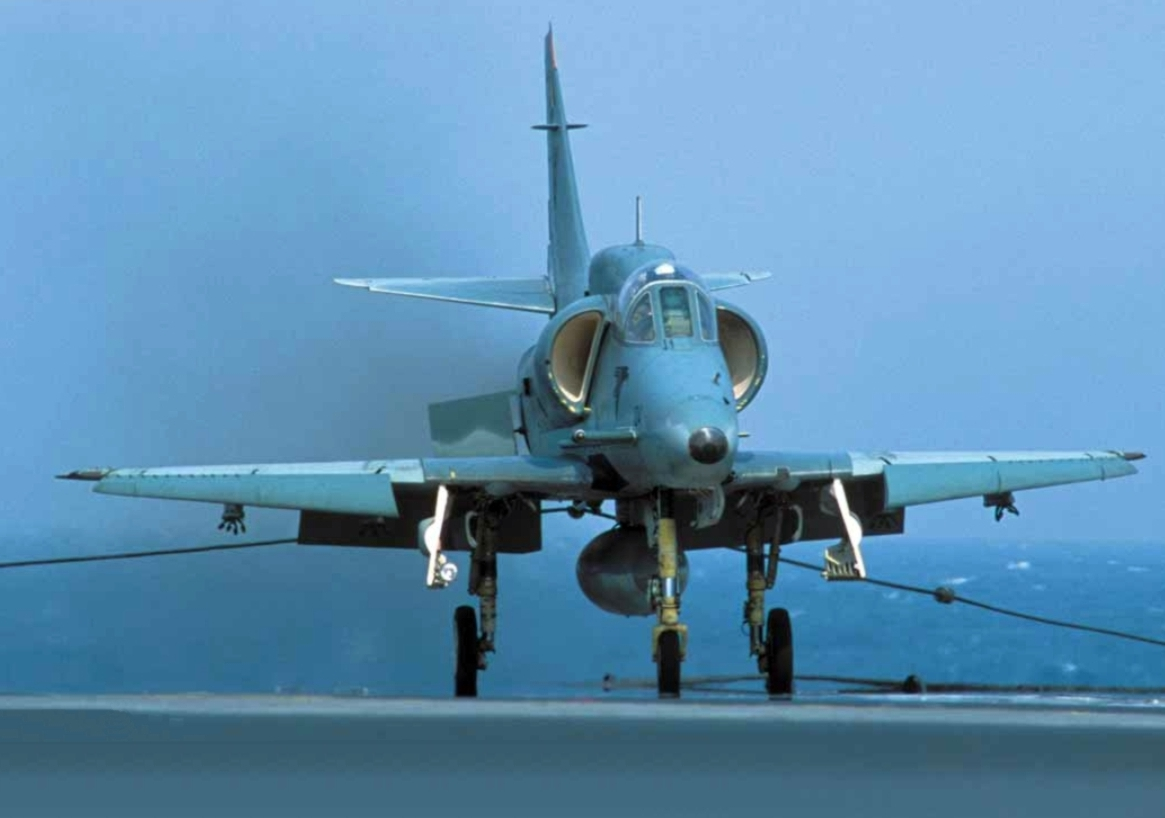
Eine brasilianische McDonnell Douglas AF-1 Skyhawk
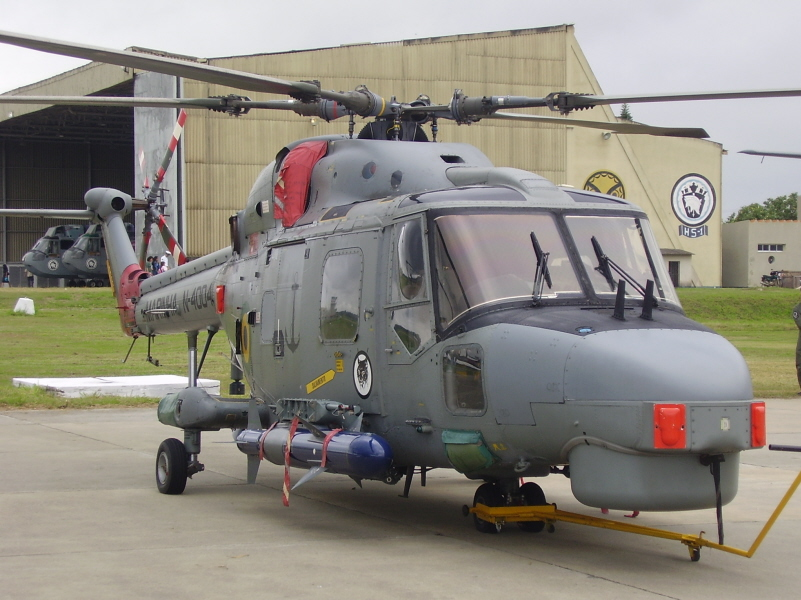
Eine brasilianische Westland Super Lynx Mk-21A (AH-11)
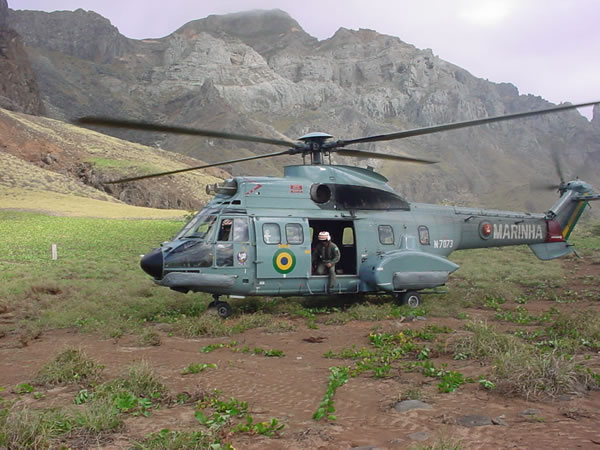
Eine brasilianische Aérospatiale AS 332 Super Puma (UH-14)
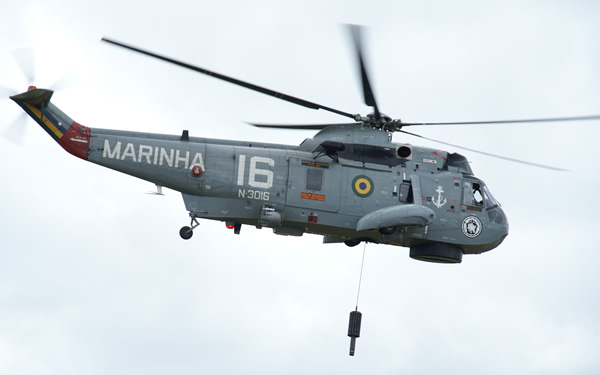
Wie fast alle Marinen setzt auch die brasilianische die schwere SH-3 Sea King ein
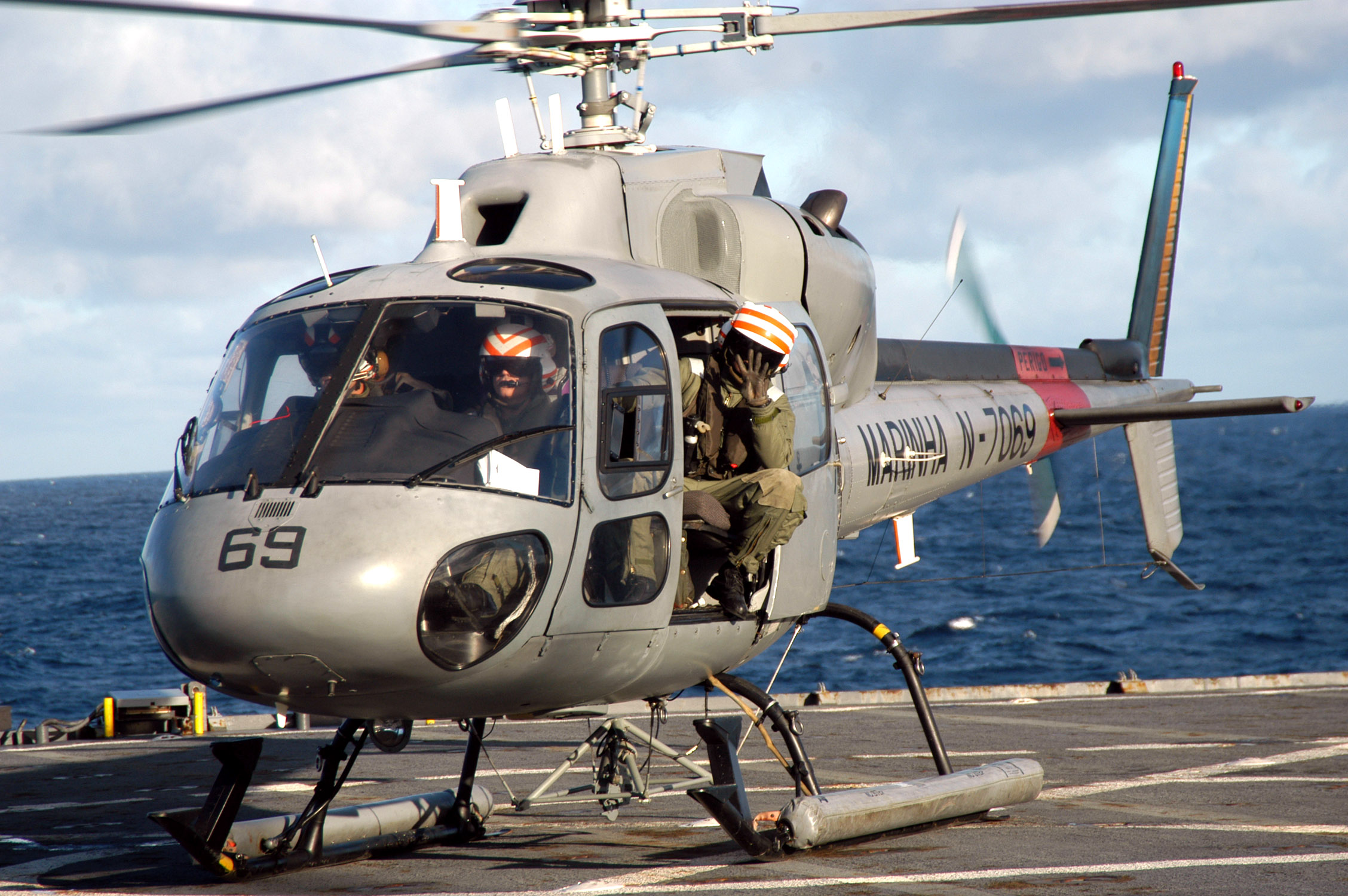
Ein brasilianischer Eurocopter AS355

### Marineinfanterie
Die Marineinfanterie Corpo de Fuzileiros Navais (CFN) hat eine Stärke von 15.000 Mann und ist mit zahlreichen Waffensystemen für den amphibischen und Landeinsatz ausgerüstet. Auf dem weiten Flusssystem Brasiliens wird die Marineinfanterie ebenfalls eingesetzt. Die Truppe ist mit einer breiten Palette an Fahrzeugen und mittlerer Infanterie ausgerüstet. Sie ist für Seelandeoperationen geschult. Marineinfanteristen werden auch zur Kriminalitätsbekämpfung innerhalb Brasiliens eingesetzt.

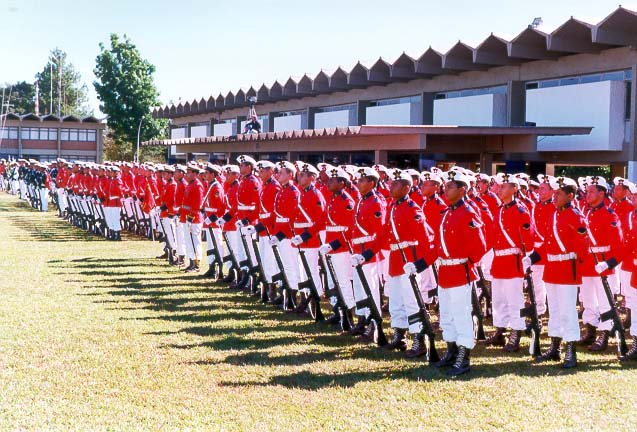
Brasilianische Marineinfanteristen in der roten Gala-Uniform „Garança“
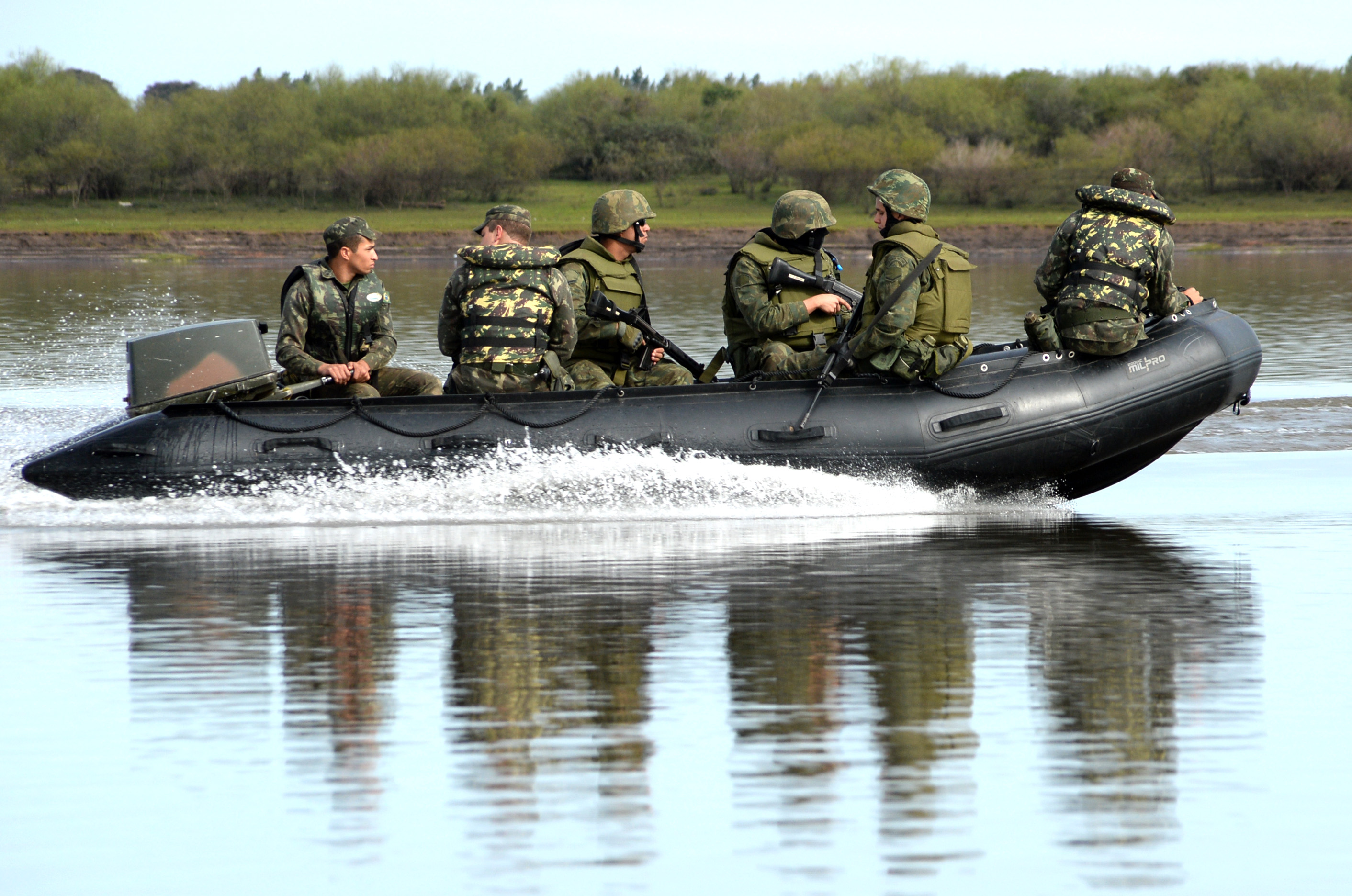
Flusspatrouille
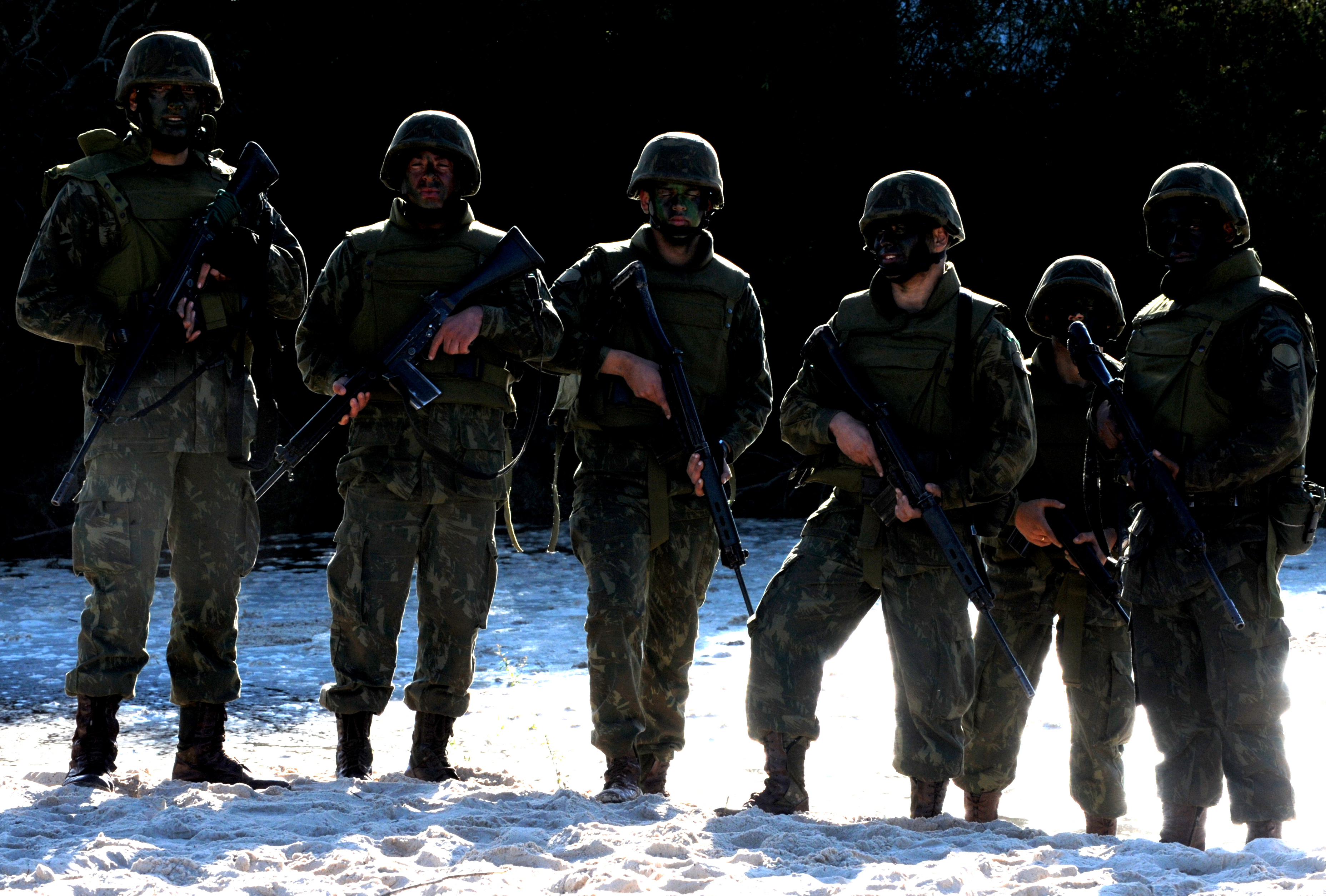
Gruppe von Marineinfanteristen
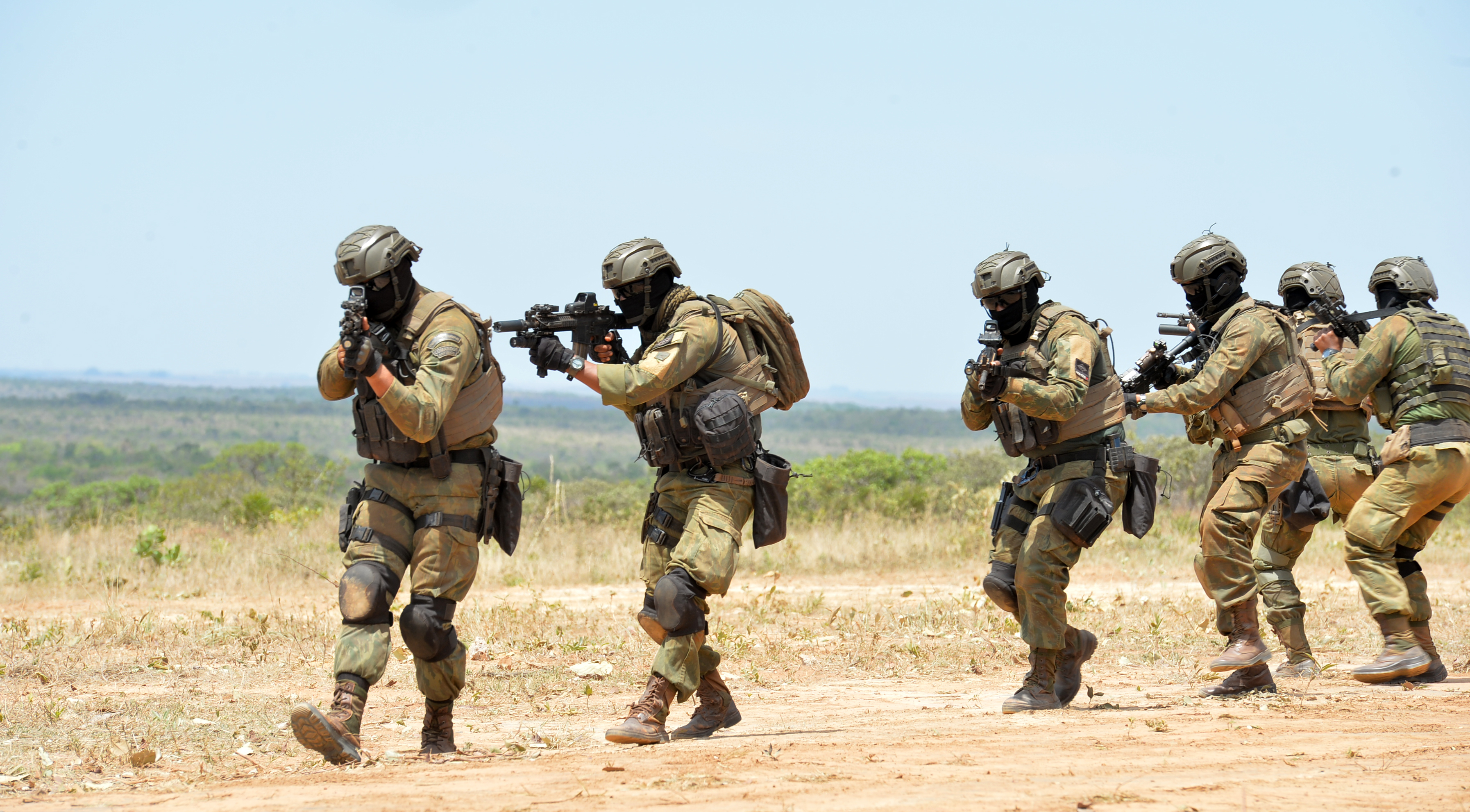
SOF der brasilianischen Marineinfanterie
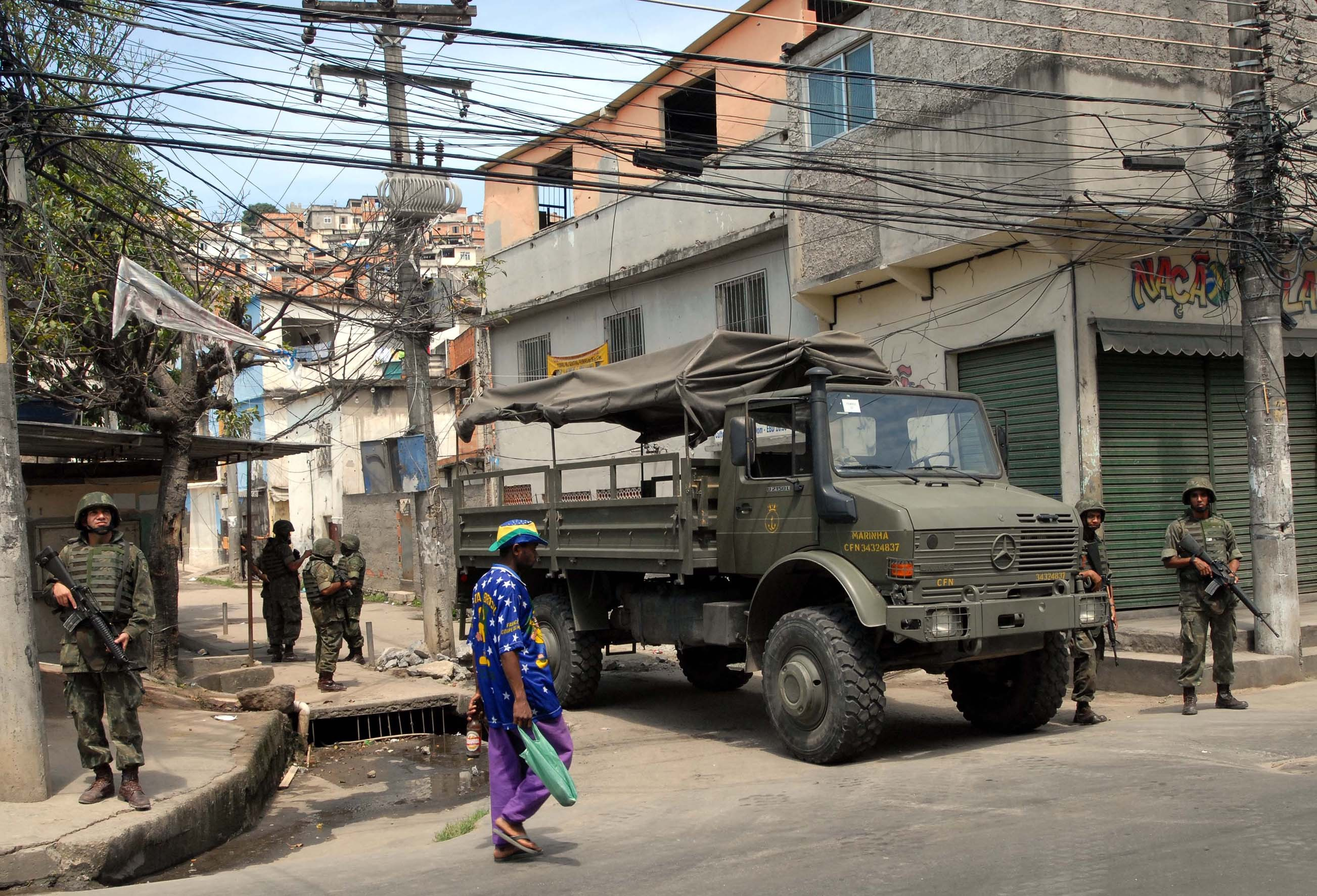
„Law and Order“-Operation der Marineinfanteristen in Rio de Janeiro

## Ausrüstung
Die brasilianische Marine verfügt über folgende Schiffe und Luftfahrzeuge.

### Schiffe
Noch im Bau befindliche Einheiten sind Blau hinterlegt.

### Schulschiffe
Navio Escola Brasil

#### Amphibische Angriffsschiffe
| Klasse      | Bild | Herkunft               | Anzahl | Schiffe          | Schiffe | Anmerkungen |
| Klasse      | Bild | Herkunft               | Anzahl | Name             | Kennung | Anmerkungen |
| ----------- | ---- | ---------------------- | ------ | ---------------- | ------- | --- |
|             |      | Vereinigtes Königreich | 1      | Atlantico        | A140    | Früheres Schiff der Royal Navy, am 12. November 2020 wurde die Atlântico als „NAM“ (Navio Aeródromo Multipropósito=Mehrzweckflugzeugträger) eingestuft und ist heute das Flaggschiff der brasilianische Marine. |
| Round Table |      | Vereinigtes Königreich | 1      | Almirante Sabóia | G25     | |
| Newport     |      | Vereinigte Staaten     | 1      | Mattoso Maia     | G28     | Früheres Schiff der US Navy |
| Foudre      |      | Frankreich             | 1      | Bahia            | G40     | Früheres Schiff der französischen Marine |

#### U-Boote
| Klasse          | Bild | Herkunft              | Anzahl | Schiffe                              | Schiffe         | Anmerkungen                                                  |
| Klasse          | Bild | Herkunft              | Anzahl | Name                                 | Kennung         | Anmerkungen                                                  |
| --------------- | ---- | --------------------- | ------ | ------------------------------------ | --------------- | ------------------------------------------------------------ |
| Klasse 209      |      | Brasilien Deutschland | 4      | Tupi Tamoio Timbira Tapajó           | S30 S31 S32 S33 |                                                              |
| Klasse 209/1400 |      | Brasilien Deutschland | 1      | Tikuna                               | S34             |                                                              |
| Scorpène        |      | Brasilien Frankreich  | 2      | Riachuelo Humaitá Tonelero Angostura | S40 S41 S42 S43 |                                                              |
|                 |      | Brasilien             |        | Álvaro Alberto                       | SN10            | Erstes Nukleares U-Boot. Soll 2031 in Dienst gestellt werden |

#### Fregatten und Korvetten
| Klasse     | Bild | Herkunft                         | Anzahl | Schiffe                                                        | Schiffe             | Anmerkungen                                       |
| Klasse     | Bild | Herkunft                         | Anzahl | Name                                                           | Kennung             | Anmerkungen                                       |
| ---------- | ---- | -------------------------------- | ------ | -------------------------------------------------------------- | ------------------- | ------------------------------------------------- |
| Broadsword |      | Vereinigtes Königreich           | 1      | Rademaker                                                      | F49                 | Ehemaliges Schiff der Royal Navy                  |
| Niterói    |      | Brasilien Vereinigtes Königreich | 5      | Defensora Constituição Liberal Independência União             | F41 F42 F43 F44 F45 |                                                   |
| Inhaúma    |      | Brasilien                        | 1      | Júlio de Noronha                                               | V32                 |                                                   |
| Barroso    |      | Brasilien                        | 1      | Barroso                                                        | V34                 |                                                   |
| Tamandaré  |      | Brasilien                        |        | Tamandaré Jerônimo de Albuquerque Cunha Moreira Mariz e Barros | F200 F201 F202 F203 | Sollen zwischen 2025 und 2028 ausgeliefert werden |

#### Patrouillenboote
| Klasse              | Bild | Herkunft               | Anzahl | Schiffe                                                                                        | Schiffe                                         | Anmerkungen                                     |
| Klasse              | Bild | Herkunft               | Anzahl | Name                                                                                           | Kennung                                         | Anmerkungen                                     |
| ------------------- | ---- | ---------------------- | ------ | ---------------------------------------------------------------------------------------------- | ----------------------------------------------- | ----------------------------------------------- |
| LPR-40              |      | Kolumbien              | 2      |                                                                                                | LPR1 LPR2                                       | Zwei weitere dienen dem brasilianischen Heer    |
| Marlin              |      | Brasilien              | 6      | Marlim Barracuda Dourado Albacora Anequim Tucunaré                                             | LP01 LP02 LP03 LP04 LP05 LP06                   |                                                 |
| Piratini            |      | Brasilien              | 6      | Piratini Pirajá Pampeiro Parati Penedo Poti                                                    | P10 P11 P12 P13 P14 P15                         |                                                 |
|                     |      | Brasilien              | 2      | Pedro Teixeira Raposo Tavares                                                                  | P20 P21                                         |                                                 |
| Roraima             |      | Brasilien              | 3      | Roraima Rondônia Amapá                                                                         | P30 P31 P32                                     |                                                 |
| Grajaú              |      | Brasilien Deutschland  | 12     | Grajaú Guaíba Graúna Goiana Guajará Guaporé Gurupá Gurupi Guanabara Guarujá Guaratuba Gravataí | P40 P41 P42 P43 P44 P45 P46 P47 P48 P49 P50 P51 |                                                 |
| River               |      | Vereinigtes Königreich | 4      | Bracuí Benevente Bocaina Babitonga                                                             | P60 P61 P62 P63                                 |                                                 |
| Macaé               |      | Brasilien              | 3      | Macaé Macau Maracanã Mangaratiba                                                               | P70 P71 P72 P73                                 | Das letzte Schiff wurde 2022 in Dienst gestellt |
| Amazonas            |      | Vereinigtes Königreich | 3      | Amazonas Apa Araguari                                                                          | P120 P121 P122                                  |                                                 |
| Imperial Marinheiro |      | Niederlande            | 1      | Caboclo                                                                                        | V19                                             |                                                 |

#### Minenabwehrfahrzeuge
| Klasse  | Bild | Herkunft    | Anzahl | Schiffe                 | Schiffe     | Anmerkungen |
| Klasse  | Bild | Herkunft    | Anzahl | Name                    | Kennung     | Anmerkungen |
| ------- | ---- | ----------- | ------ | ----------------------- | ----------- | ----------- |
| Schütze |      | Deutschland | 3      | Aratu Atalaia Araçatuba | M15 M17 M18 |             |

#### Landungsschiffe
| Klasse | Bild | Herkunft   | Anzahl | Schiffe                   | Schiffe         | Anmerkungen                                |
| Klasse | Bild | Herkunft   | Anzahl | Name                      | Kennung         | Anmerkungen                                |
| ------ | ---- | ---------- | ------ | ------------------------- | --------------- | ------------------------------------------ |
| EDCG   |      | Brasilien  | 3      | Guarapari Tambaú Camboriú | L10 L11 L12     |                                            |
| CDIC   |      | Frankreich | 1      | Marambaia                 | L20             | Ehemalige Schiffe der französischen Marine |
| CTM    |      | Frankreich | 2      | Muriqui Icarai            | L820 L821       | Ehemalige Schiffe der französischen Marine |
| EDVM   |      | Brasilien  | 10     |                           | GED801 – GED810 |                                            |

#### Forschungsschiffe
| Klasse | Bild | Herkunft               | Anzahl | Schiffe                                        | Schiffe         | Anmerkungen                      |
| Klasse | Bild | Herkunft               | Anzahl | Name                                           | Kennung         | Anmerkungen                      |
| ------ | ---- | ---------------------- | ------ | ---------------------------------------------- | --------------- | -------------------------------- |
|        |      | Brasilien              | 1      | Rio Branco                                     | H10             |                                  |
|        |      | Brasilien              | 4      | Rio Tocantins Rio Xingu Rio Solimões Rio Negro | H12 H13 H14 H15 |                                  |
|        |      | Brasilien              | 1      | Caravelas                                      | H17             |                                  |
|        |      | Japan                  | 1      | Sirius                                         | H21             |                                  |
| River  |      | Vereinigtes Königreich | 3      | Amorim do Valle Taurus Garnier Sampaio         | H35 H36 H37     | Ehemalige Schiffe der Royal Navy |
|        |      | Norwegen               | 1      | Cruzeiro do Sul                                | H38             |                                  |
|        |      | Volksrepublik China    | 1      | Vital de Oliveira                              | H39             |                                  |
|        |      |                        | 1      | Antares                                        | H40             |                                  |
|        |      | Vereinigte Staaten     | 1      | Almirante Maximiano                            | H41             | Eisbrecher                       |
|        |      | Norwegen               | 1      | Ary Rongel                                     | H44             | Eisbrecher                       |

#### Hilfsschiffe
| Klasse               | Bild | Herkunft                         | Funktion              | Anzahl | Schiffe                                                                 | Schiffe         | Anmerkungen                         |
| Klasse               | Bild | Herkunft                         | Funktion              | Anzahl | Name                                                                    | Kennung         | Anmerkungen                         |
| -------------------- | ---- | -------------------------------- | --------------------- | ------ | ----------------------------------------------------------------------- | --------------- | ----------------------------------- |
|                      |      | Brasilien                        | Feuerschiff           | 4      | Comandante Varella Tenente Castelo Comandante Manhães Tenente Boanerges | H18 H19 H20 H25 |                                     |
|                      |      | Brasilien                        | Feuerschiff           | 1      | Faroleiro Mario Seixas                                                  | H26             |                                     |
|                      |      | Brasilien                        | Feuerschiff           | 1      | Almirante Graça Aranha                                                  | H34             |                                     |
|                      |      | Niederlande                      | Versorgungsschiff     | 1      | Paraguassú                                                              | G15             |                                     |
|                      |      | Brasilien                        | Versorgungsschiff     | 1      | Almirante Leverger                                                      | G16             |                                     |
|                      |      | Niederlande                      | Versorgungsschiff     | 1      | Potengi                                                                 | G17             |                                     |
|                      |      | Brasilien                        | Versorgungsschiff     | 1      |                                                                         | U15             |                                     |
|                      |      |                                  | Aviso                 | 1      | Aspirante Moura                                                         | U14             |                                     |
|                      |      | Brasilien                        | Hospitalschiff        | 1      | Doutor Montenegro                                                       | U16             |                                     |
|                      |      | Brasilien                        | Hospitalschiff        | 2      | Oswaldo Cruz Carlos Chagas                                              | U18 U19         |                                     |
|                      |      | Brasilien                        | Hospitalschiff        | 1      | Soares de Meirelles                                                     | U21             |                                     |
|                      |      | Brasilien                        | Hospitalschiff        | 1      | Tenente Maximiano                                                       | U28             |                                     |
|                      |      | Brasilien                        | Hospitalschiff        |        | Anna Nery                                                               | U170            | Soll 2022 in Dienst gestellt werden |
|                      |      | Brasilien                        | Tanker                | 1      | Almirante Gastão Motta                                                  | G23             |                                     |
|                      |      | Indien                           | Bergungsschlepper     | 3      | Mearim Iguatemi Purus                                                   | G150 G151 G152  |                                     |
| Triunfo              |      | Brasilien                        | Schlepper             | 2      |                                                                         |                 |                                     |
|                      |      | Spanien                          | U-Boot-Rettungsschiff | 1      | Guillobel                                                               | K120            |                                     |
| Aspirante Nascimento |      | Brasilien                        | Schulschiff           | 3      | Aspirante Nascimento Guarda-Marinha Jansen Guarda-Marinha Brito         | U10 U11 U12     |                                     |
|                      |      | Niederlande                      | Schulschiff           | 1      | Cisne Branco                                                            | U20             |                                     |
| Niterói              |      | Brasilien Vereinigtes Königreich | Schulschiff           | 1      | Brasil                                                                  | U27             |                                     |

### Luftfahrzeuge

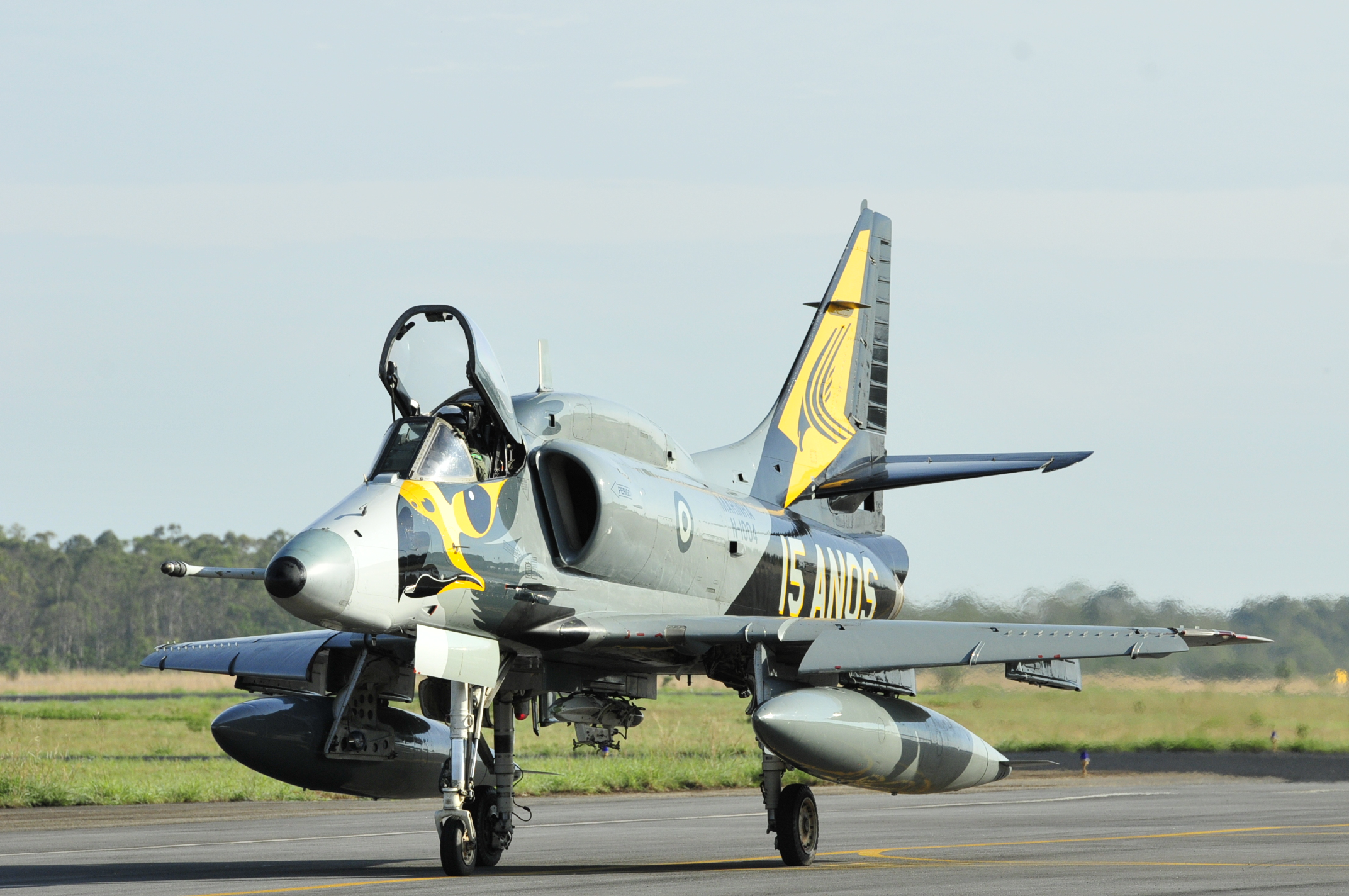
A-4 Skyhawk der brasilianischen Marine

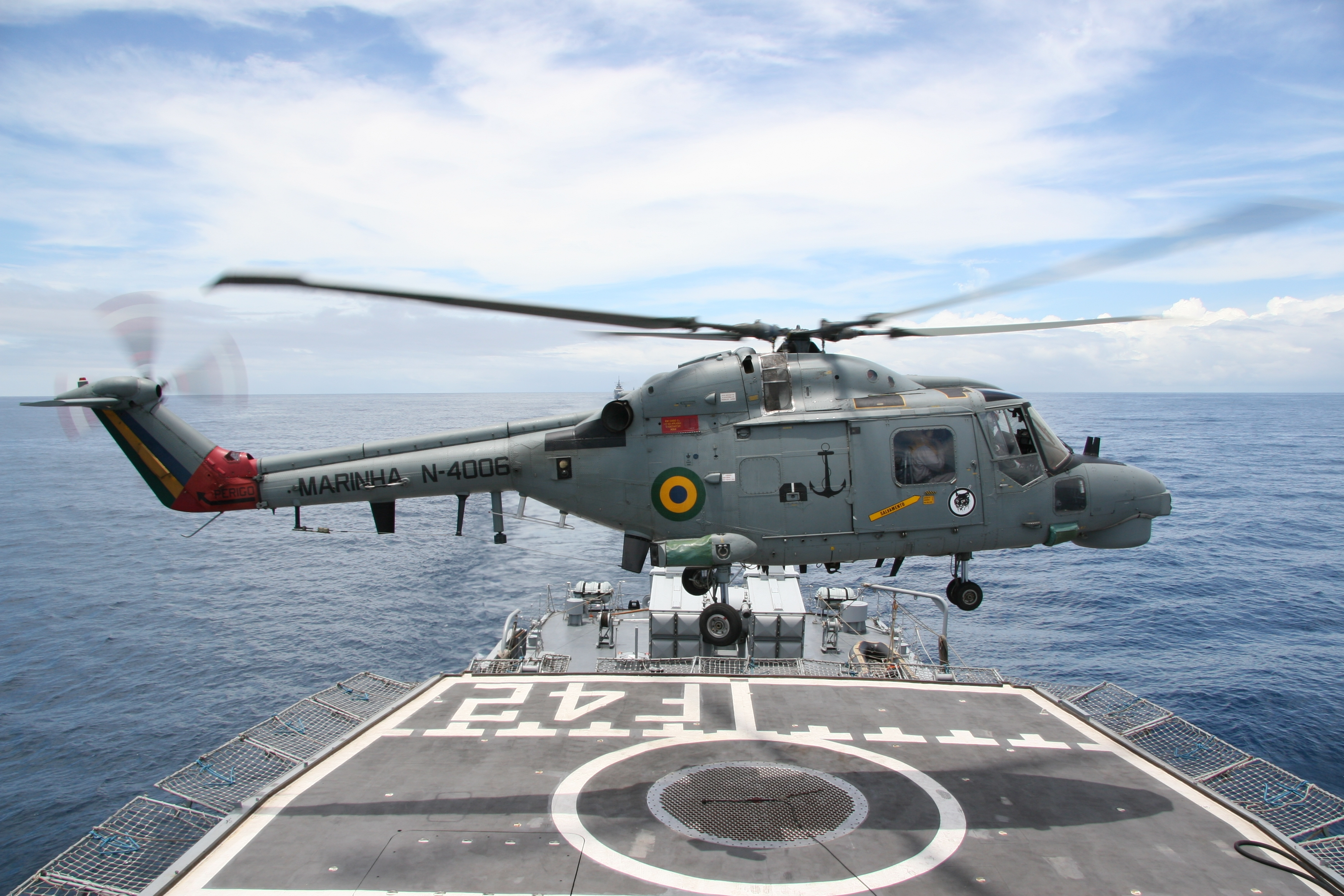
Westland Lynx

| Typ                      | Herkunft               | Funktion                   | Version     | Anzahl    | Bestellt  | Anmerkungen |
| Flugzeuge                | Flugzeuge              | Flugzeuge                  | Flugzeuge   | Flugzeuge | Flugzeuge | Flugzeuge   |
| ------------------------ | ---------------------- | -------------------------- | ----------- | --------- | --------- | ----------- |
| Douglas A-4              | Vereinigte Staaten     | KampfflugzeugSchulflugzeug | A-4KUTA-4KU | 3         |           |             |
| Hubschrauber             |                        |                            |             |           |           |             |
| Airbus Helicopters H125  | Frankreich             | Mehrzweckhubschrauber      | AS355H125M  | 817       | 15        |             |
| Airbus Helicopters H135  | Deutschland            | Mehrzweckhubschrauber      |             | 3         |           |             |
| Airbus Helicopters H225M | Frankreich             | Mehrzweckhubschrauber      |             | 13        | 3         |             |
| Westland Lynx            | Vereinigtes Königreich | Mehrzweckhubschrauber      | Mk. 21      | 4         |           |             |
| Sikorsky UH-60           | Vereinigte Staaten     | Transporthubschrauber      | S-70        | 6         |           |             |
| Bell 206                 | Vereinigte Staaten     | Schulungshubschrauber      |             | 10        |           |             |

### Fahrzeuge

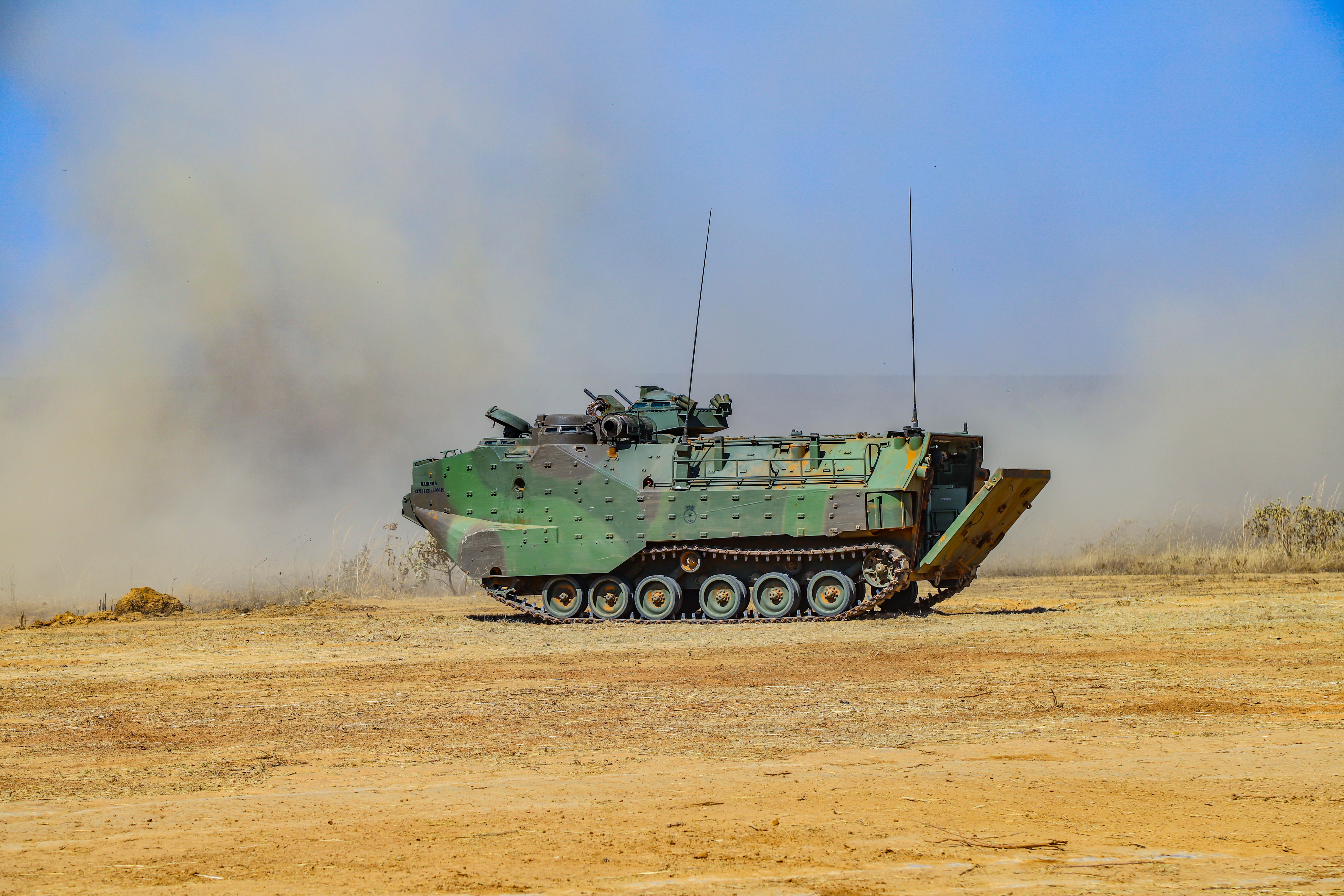
Assault Amphibious Vehicle der brasilianischen Marines

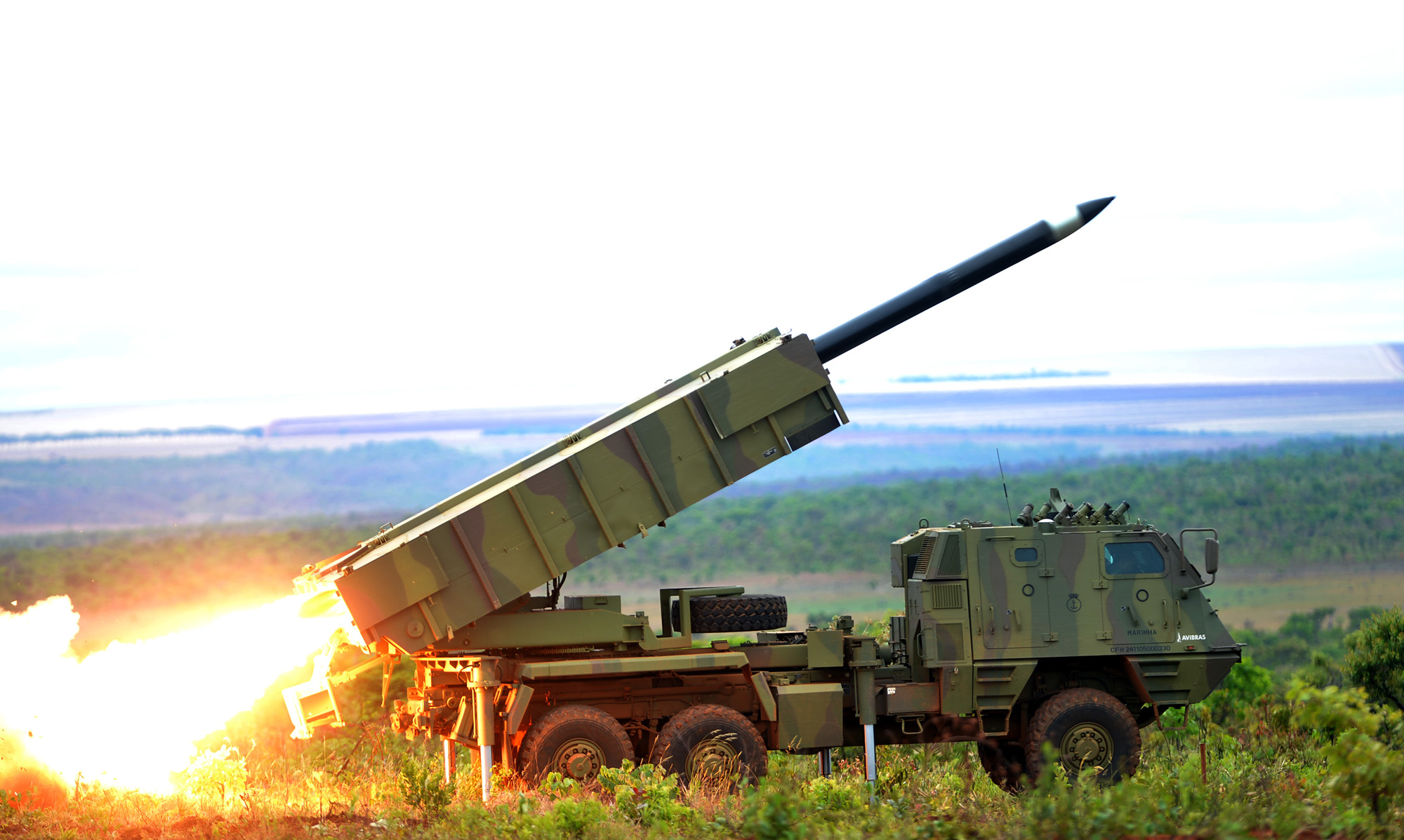
Mehrfachraketenwerfer Astros II

| Typ                        | Herkunft           | Funktion                                       | Version                                     | Anzahl   | Anmerkungen |
| -------------------------- | ------------------ | ---------------------------------------------- | ------------------------------------------- | -------- | ----------- |
| Kürassier                  | Österreich         | Jagdpanzer                                     |                                             | 18       |             |
| M113                       | Vereinigte Staaten | Mannschaftstransporter                         | M113A1                                      | 30       |             |
| Mowag Piranha IIIC         | Schweiz            | Mannschaftstransporter                         |                                             | 30       |             |
| Assault Amphibious Vehicle | Vereinigte Staaten | amphibischer MannschaftstransporterBergepanzer | AAV-7A1AAVP-7A1AAVC-7A1LVTP-7AAVR-7AAVR-7A1 | 13202121 |             |
| ASTROS II                  | Brasilien          | Mehrfachraketenwerfer                          | Mk. 6                                       | 6        |             |

### Waffensysteme

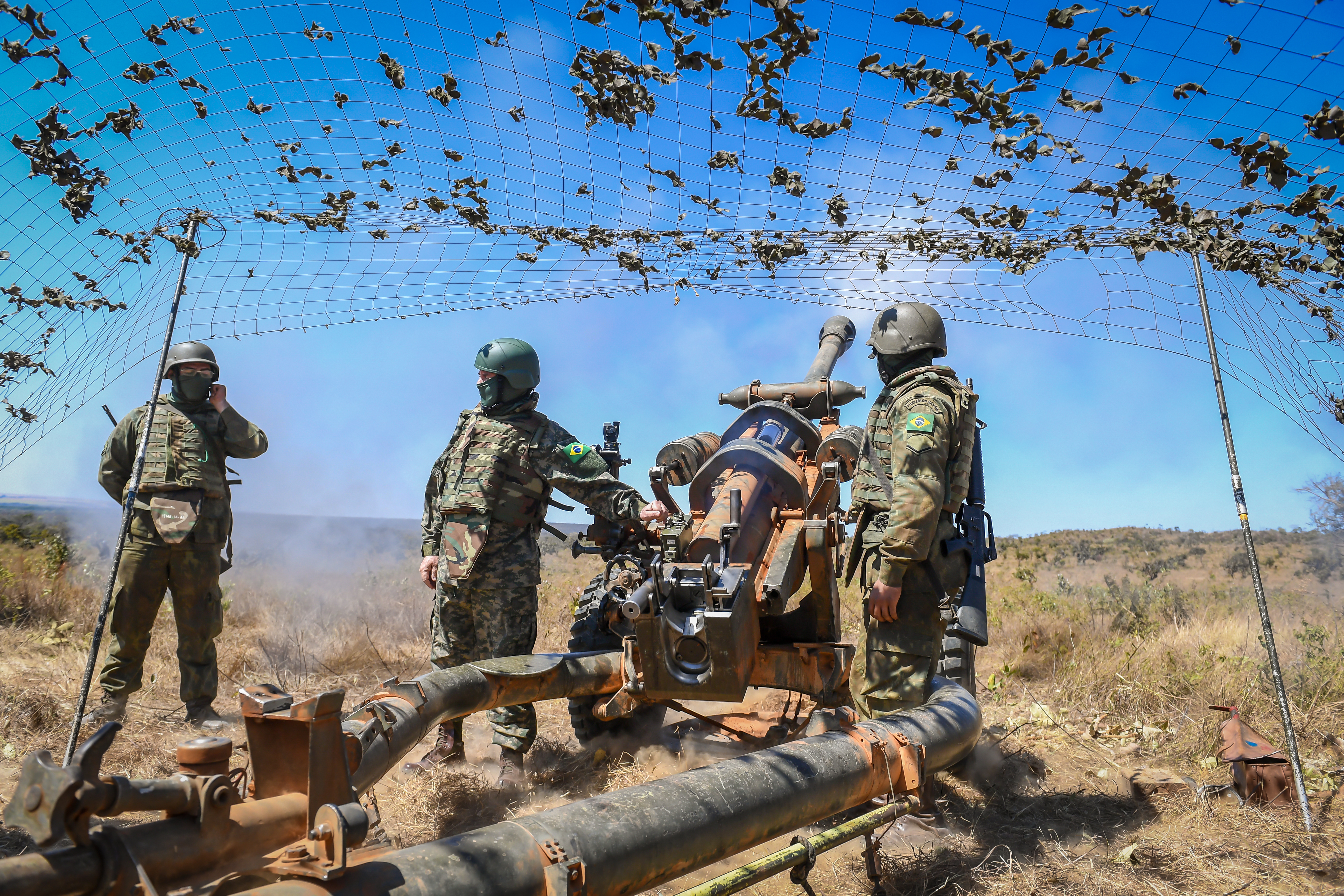
Brasilianische Marines beim Abfeuern einer L118 Light gun

| Typ             | Herkunft               | Funktion               | Anzahl | Anmerkungen |
| --------------- | ---------------------- | ---------------------- | ------ | ----------- |
| BILL            | Schweden               | Panzerabwehrlenkwaffe  |        |             |
| MSS-1.2         | Brasilien              | Panzerabwehrlenkwaffe  |        |             |
| L118 light gun  | Vereinigtes Königreich | 105-mm-Haubitze        | 18     |             |
| M101            | Vereinigte Staaten     | 105-mm-Haubitze        | 15     |             |
| M114            | Vereinigte Staaten     | 155-mm-Haubitze        | 8      |             |
| M29             | Vereinigte Staaten     | 81-mm-Mörser           | 18     |             |
| L/70            | Schweden               | 40-mm-Flugabwehrkanone | 6      |             |
| Exocet          | Frankreich             | Seezielflugkörper      |        |             |
| Sea Skua        | Vereinigtes Königreich | Seezielflugkörper      |        |             |
| AGM-119 Penguin | Norwegen               | Seezielflugkörper      |        |             |